# Liste de musées à Chypre
Pour les autres articles nationaux ou selon les autres juridictions, voir Liste des musées par pays.
Cet article présente une liste non exhaustive de musées à Chypre, classés par district puis par ville.

## District de Famagouste

### Ayia Napa
- Thalassa, le musée municipal de la mer
- Tornaritis – musée de la vie marine Pierides

## District de Larnaca

### Larnaca
- Château de Larnaca
- Musée archéologique du district de Larnaca (en)
- Musée Pierides (en)

### Lefkara
- Musée de la broderie traditionnelle et du travail de l'argent

## District de Limassol

### Episkopí
- Musée local de Kourion

### Limassol
- Musée du district de Limassol
- Musée médiéval de Chypre (Château de Limassol)
- Musée de la moto classique et historique de Chypre
- Musée Pieridis (en)
- Musée du vin de Chypre (en)

## District de Nicosie

### Nicosie
- Musée d'art populaire de Nicosie (bg)
- Musée de Chypre
- Musée d'histoire naturelle de Chypre (en)
- Musée municipal Leventis de Nicosie (en)
- Musée d'art Loukia et Michael Zampelas (en)
- Musée de la moto classique de Chypre (en)
- Musée de la police de Chypre (es)
- Musée postal de Chypre (en)
- Musée local de l'ancienne Idalion
- Musée de l'histoire de la monnaie chypriote
- NEU Musée des voitures classiques et sportives

## District de Paphos

### Geroskipou
- Musée d'art populaire de Geroskipou
- Musée archéologique de Marion-Arsinoe
- Musée archéologique du district de Paphos
- Musée Byzantin
- Musée ecclésiastique d'Agios Neofytos